# Daniel Hanbury

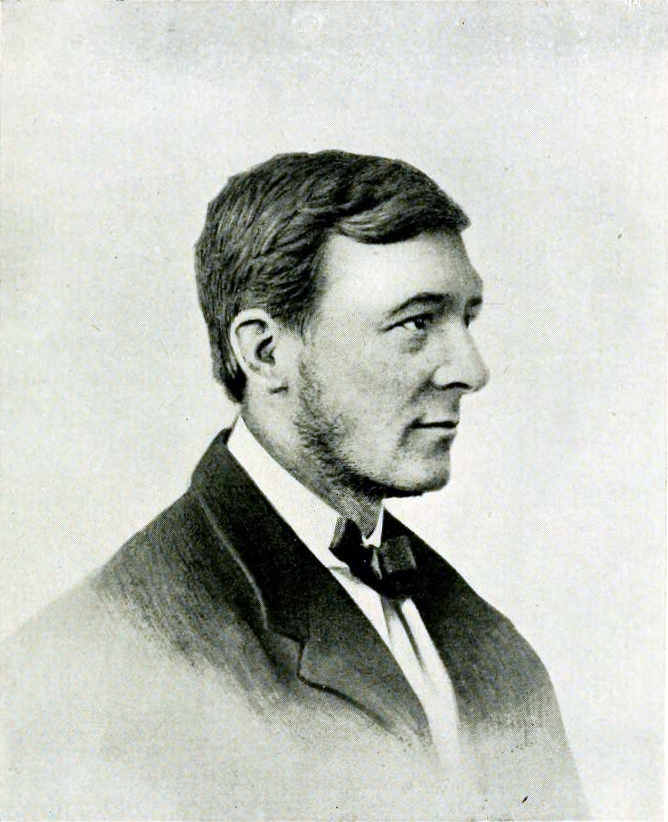
Daniel Hanbury

Daniel Hanbury (* 11. September 1825 in Clapham, London; † 24. März 1875 ebenda) war ein britischer Botaniker und einer der führenden Pharmakognosie-Forscher des 19. Jahrhunderts. Sein botanisches Autorenkürzel lautet „D.Hanb.“

## Leben und Wirken
Hanbury stammte aus einer Großfamilie, die über viele Jahrzehnte verschiedenste Naturwissenschaften unterstützte, insbesondere in der Botanik und Astronomie. Seine ebenso wissenschaftlich interessierten Verwandten waren die Cousins Frederick Janson Hanbury und Francis Hanbury sowie sein jüngerer Bruder Thomas Hanbury (1832–1907).
Hanbury unternahm zahlreiche Reisen, um verschiedenste Heilpflanzen und die jeweilige Kultur zu studieren. Er half auch seinem Bruder Thomas bei der Anlage der Botanischen Gärten von La Mortola im italienischen Ventimiglia. Als Quäker verabscheute er Alkohol, Tabak und jeden Fleischkonsum. Er blieb unverheiratet.

## Ehrungen
Am 1. Oktober 1857 wurde Daniel Hanbury unter der Matrikel-Nr. 1827 mit dem akademischen Beinamen Huxham II. als Mitglied in die Deutsche Akademie der Naturforscher Leopoldina aufgenommen.